# Libehna
Libehna is een plaats en voormalige gemeente in de Duitse deelstaat Saksen-Anhalt, en maakt deel uit van de Landkreis Anhalt-Bitterfeld.

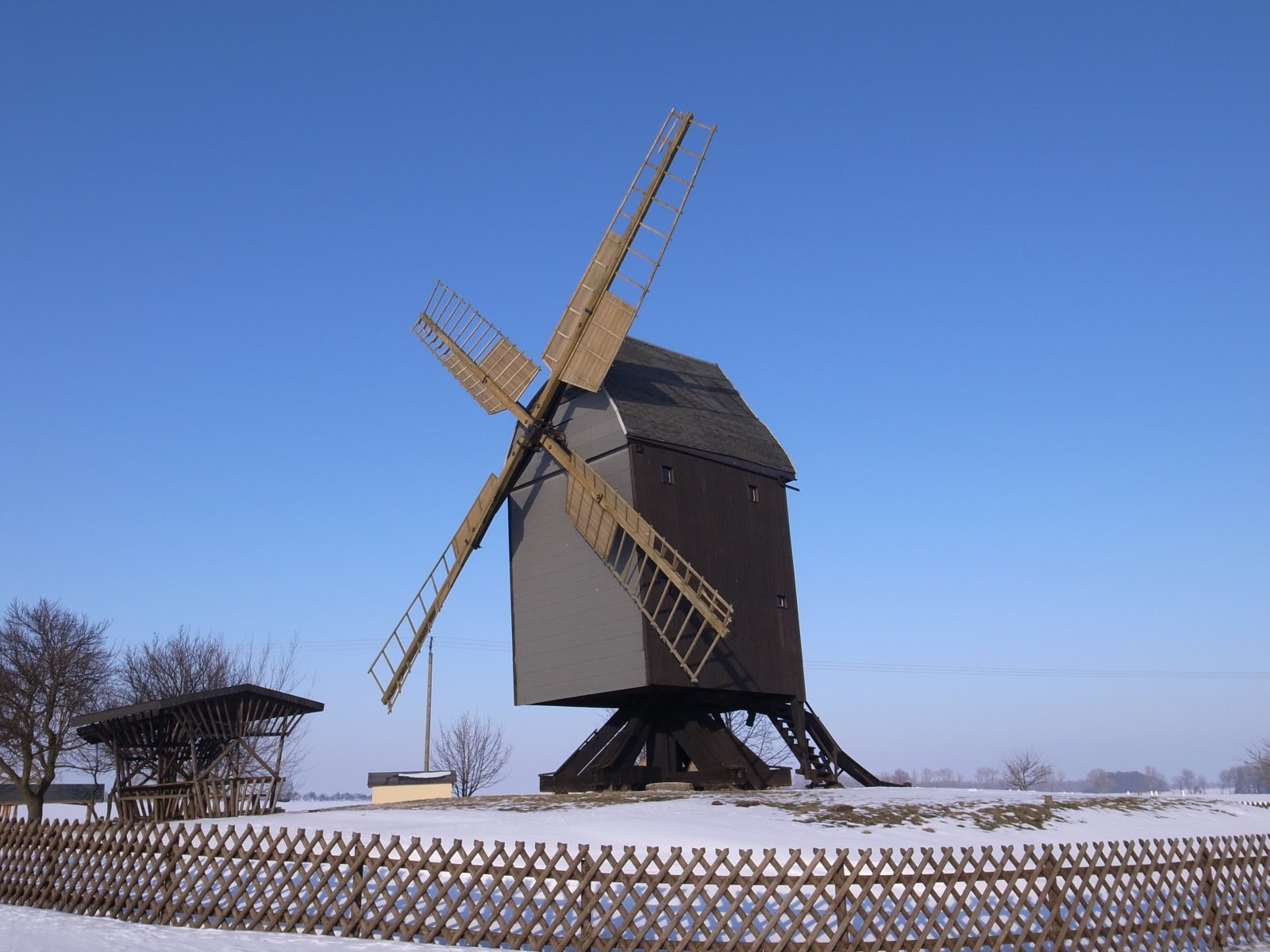
Molen in Lebehna

Libehna telt 285 inwoners.